# Emilio Barsotti
Emilio Barsotti (Fabbriche di Vallico, 10 aprile 1890 – Magliano, 29 aprile 1980) è stato un presbitero, scrittore e partigiano italiano.

## Biografia
Fu parroco di Sant'Andrea apostolo di Magliano dal 1937 al 1980. Merita di essere ricordato per la forte personalità e per l'impegno esemplare sempre dimostrato come uomo e come prete.
Ordinato sacerdote il 20 luglio 1913, nel 1922 fu parroco a Cascio e dal 1937 parroco a Magliano ed economo spirituale di Ponteccio. Durante il secondo conflitto mondiale, fu un sostenitore della lotta partigiana e animatore della banda che si costituì, fra le prime, a Magliano. Fu arrestato il 5 maggio 1944 per i noti “fatti di Magliano” e rilasciato nel giugno successivo. Nel febbraio 1945 passò il fronte.

## Opere
Fu anche scrittore di talento, dando alle stampe, fra l'altro, Il Cospiratore (romanzo storico), Primetta (Strapaese), L'Allodola del Carmelo: Anita Cantieri, Ma sono proprio favole?, tutti editi da “Il Messaggero” di Lucca.